# Carolina Saquel
Carolina Saquel (Concepción, Xile, 14 d'octubre de 1970) és una artista contemporània Xilena instal·lada a França des de l'any 2003. Treballa amb pintura i amb el vídeo com a suports artístics. El 2007 fou convidada per la Fundació Joan Miró a crear obres inspirades en l'artista català, i les exposés a l'Espai 13 de la Fundació.

## Biografia
Va estudiar belles arts a la Facultad de Bellas Artes de Santiago de Xile entre 1995 i 2000. El 2003 va anar a viure a França, gràcies a una beca, i es va instal·lar al municipi de Tourcoing. Entre 2005 i 2008 va realitzar un Màster sobre arts plàstiques a la Universitat de París VIII. Viu i treballa a França, on compagina la seva obra artística amb la docència.
| «                 | Treballo amb vídeo, fotografia, serigrafia. No obstant, la imatge en moviment ha esdevingut el principal medi de desenvolupament de [la meva] obra. La meva obra té diversos punts de partida, temes o objectes de representació, els quals sorgeixen de diferents interessos: gestos corporals, la història de la pintura i els seus gèneres, l'observació de la natura sense presència himana i, recentment, certes referències cinematogràfiques llur eix és el paisatge i allò fantàstic. Sobre aquesta base he explorat la percepció del transcurs del temps i el moviment des de l'imperatiu d'una temporalitat dilatada que els transforma. Mitjançant l'alteració de la velocitat de les imatges i la relació entre el que hi ha dins i fora del quadre de la imatge, la meva intenció és alterar el sentit del que és aparentment poc important i no extraordinari, per fer sorgir allò estrany, ocult i amenaçant que existeix dins seu, l'estranyesa d'allò banal. | » |
| — Carolina Saquel | |   |

### La catàstrofe és groga
L'any 2007, Saquel va exposar a l'Espai 13 de la Fundació Joan Miró, dins del cicle Pigments i píxels, comissariat per Pascal Pronnier i Marie-Thérèse Chapesme. Als tres vídeos que presentà, l'artista reflexiona sobre l'espai pictòric de Joan Miró, marcat per la relació indivisible entre fons i figura i per la renúncia a la idea de profunditat.
| «                 | En aquesta mena de camuflagte (confusió de textures, de materials i d'elements naturals) i de transformació constant, és el moviment de les fulles, el pas del vent que m’interessa filmar: anar cap al detall de les textures i dels matisos de color, mostrar, en fi, el moviment que pot fer un mur tingut per immòbil. El meu propòsit és evocar l'experiència d'esguard i de contemplació que es pot tenir davant un mur, com també el sentiment d'estar al davant d'una “natura” particular. | » |
| — Carolina Saquel | |   |

Els tres vídeos que conformaren l'exposició són els següents:
- Diálogo de insectos (d'après Joan Miró). Vídeo HD, so estèreo, 1:07min (2007)
- Figuras delante de una metamorfosis. Muro II (d'après Joan Miró). Vídeo HD, so estèreo, 14:15min (2007)
- Figuras delante de una metamorfosis. Muro I (d'après Joan Miró). Vídeo HD, so estèreo, 20:12min (2007)

## Exposicions
Principals exposicions individuals:
- 2001 Recaídas. Galería BECH, Santiago, Xile.
- 2007 La catástrofe es amarilla. Espai 13, Fundació Joan Miró, Barcelona.
- 2007 Puedo controlar el exterior desde mi ventana, Galería Gabriela Mistral, Santiago, Xile.
- 2008 Pentimenti, Project Room CRAC Alsacia, Altkirch, França.
- 2008 Nivelar la distancia, Galería AFA, Santiago, Xile.
- 2011 Dificultad de atravesar un plano, Galería AFA, Santiago, Xile.

## Premis i reconeixements
Recull:
- 2003-2005 Residència, Studio National des Arts Contemporains, Le Fresnoy, Tourcoing, França.
- 2004 Residència Hartware MedienKunstverein Dortmund, Alemania.
- 2006-2007 Residència Cité Internationale des Arts, París, Françaa.
- 2008 Domesticación de la mirada, Proyecto FONDART, Consejo Nacional de la Cultura y las Artes, Santiago, Chile.
- 2009 Dificultad de cruzar un plano, Proyecto FONDART, Consejo Nacional de la Cultura y las Artes, Santiago, Chile.